# Hans-Peter Friedrich

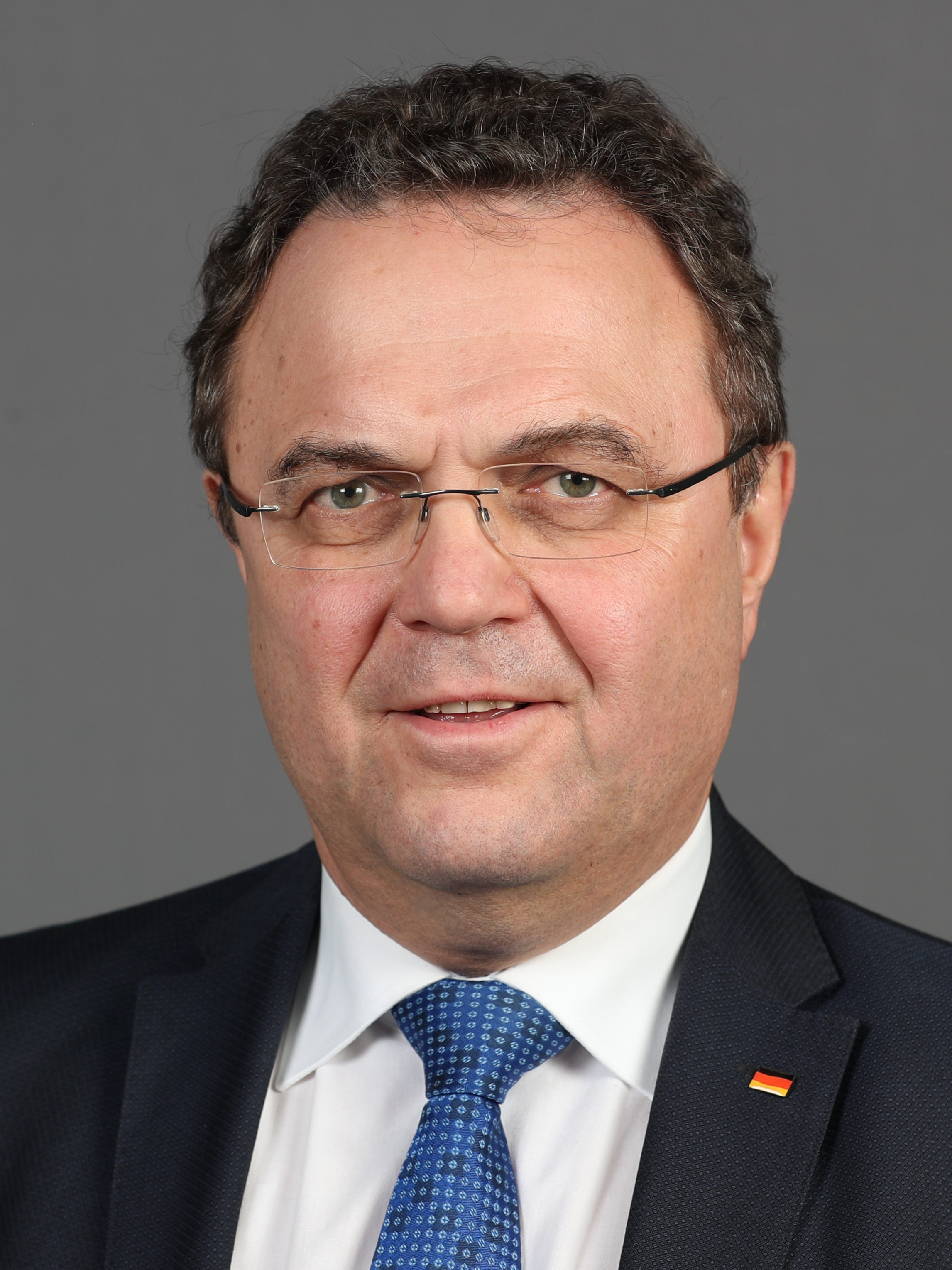
Hans-Peter Friedrich (2020)

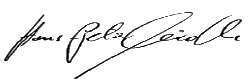

Hans-Peter Friedrich, född 10 mars 1957 i Naila, Landkreis Hof, Oberfranken, är en tysk konservativ politiker (Christlich-Soziale Union in Bayern) och jurist. Han har varit ledamot av Tysklands förbundsdag sedan 1998.
Från 2005 till 2011 var han vice ordförande i CDU/CSU:s förbundsdagsgrupp och från oktober 2009 till mars 2011 ordförande för CSU-delegation. Mellan den 3 mars 2011 och 17 december 2013 var han Tysklands inrikesminister (Bundesminister des Innern). Från den 17 december 2013 till 17 februari 2014 var han Tysklands jordbruksminister i regeringen Merkel III.